# Integrale di Lebesgue

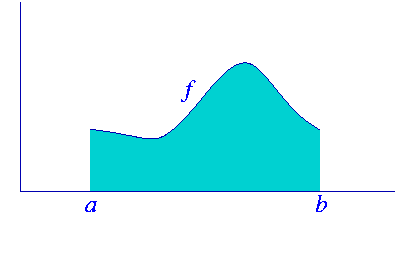
L'area sottesa ad una curva può essere interpretata come l'integrale di quella curva.

In analisi matematica, l'integrale di Lebesgue di una funzione, il cui nome è dovuto a Henri Lebesgue, è l'integrale rispetto a una misura definita su una sigma-algebra. La locuzione si riferisce anche al caso particolare in cui si integri una funzione definita su un sottoinsieme dell'asse reale, o in generale di uno spazio euclideo, rispetto alla misura di Lebesgue.
Si tratta di una generalizzazione dell'integrale di Riemann (il quale è stato storicamente il primo a formalizzare  l'idea di integrale), che permette di definire l'integrale di una più ampia classe di funzioni. Ad esempio, la funzione di Dirichlet è integrabile per mezzo dell'integrale di Lebesgue, mentre non lo è con l'integrale di Riemann. L'integrale di Lebesgue risponde inoltre alla necessità di considerare funzioni sempre più irregolari, ad esempio il risultato di processi al limite nell'analisi matematica e nella teoria matematica della probabilità.

## Introduzione
Come parte della generale tendenza dei matematici del XIX secolo ad usare maggior rigore nelle loro dimostrazioni, erano stati fatti dei tentativi per dare al calcolo integrale basi più solide. L'integrale di Riemann, proposto da Bernhard Riemann (1826-1866), fu un tentativo piuttosto riuscito di fondare tali basi. La definizione di Riemann parte dalla costruzione di una successione di integrali facilmente calcolabili che convergono al limite ad una data funzione: tale definizione forniva la generalizzazione attesa per molti problemi già risolti,  risultando al contempo utile per altri problemi in prospettiva.
L'integrazione secondo Riemann, tuttavia, è inapplicabile quando si trattino limiti di successioni di funzioni, rendendo questi processi difficili da analizzare. Detti limiti sono di primaria importanza nella matematica e nella fisica matematica. L'integrale di Lebesgue si è rivelato il più idoneo, fino ad ora nel prevedere se sia possibile eseguire l'operazione di limite sotto il segno di integrale. La definizione di Lebesgue considera infatti una differente classe di integrali facilmente calcolabili rispetto alla definizione di Riemann, e questa è la ragione principale per cui l'integrale di Lebesgue si è fatto preferire.
La definizione di Lebesgue rende inoltre possibile il calcolo di integrali per una classe di funzioni più estesa. Ad esempio, la funzione di Dirichlet, che vale 0 dove il suo argomento è irrazionale e 1 altrimenti, ha un integrale di Lebesgue, ma non ha un integrale di Riemann.
La costruzione dell'integrale di Lebesgue si basa sulla teoria della misura. La teoria della misura è stata inizialmente creata per fornire un'analisi dettagliata della nozione di lunghezza dei sottoinsiemi della retta reale e più in generale aree e volumi di sottoinsiemi di spazi euclidei. Come dimostrato molto presto nella teoria degli insiemi (vedasi insieme di Vitali), esistono insieme non misurabili, sottoinsiemi di {\displaystyle \mathbb {R} }, a cui è impossibile assegnare una lunghezza,  in modo che preservino determinate proprietà di additività  e di invarianza per traslazioni. Questo suggerisce che scegliere un'appropriata classe di sottoinsiemi, detti misurabili, sia un prerequisito essenziale.

## Definizione
Sia {\displaystyle \mu } una misura su una sigma-algebra {\displaystyle X} di sottoinsiemi di un insieme {\displaystyle E}. Ad esempio, {\displaystyle E} può essere un n-spazio euclideo {\displaystyle \mathbb {R} ^{n}} o un qualche suo sottoinsieme Lebesgue-misurabile, mentre {\displaystyle X} può essere la sigma-algebra di tutti i sottoinsiemi Lebesgue-misurabili di {\displaystyle E} e {\displaystyle \mu } la misura di Lebesgue. Nella teoria matematica delle probabilità {\displaystyle \mu } è una misura di probabilità su uno spazio di probabilità {\displaystyle E} di misura 1.

### Funzioni misurabili
Nella teoria di Lebesgue, gli integrali sono limitati a una classe di funzioni, chiamate funzioni misurabili. Una funzione {\displaystyle f} è misurabile se la controimmagine di ogni intervallo {\displaystyle I\subset \mathbb {R} } è in {\displaystyle X}, ossia se {\displaystyle f^{-1}(I)} è un insieme misurabile di {\displaystyle X} per ogni intervallo aperto {\displaystyle I=(a,b)}:
{\displaystyle f^{-1}(I)\in X,\quad \forall a<b.}
Si mostra che questo è equivalente alla richiesta che la preimmagine di ogni sottoinsieme boreliano di {\displaystyle \mathbb {R} } sia in {\displaystyle X}. L'insieme delle funzioni misurabili è chiuso rispetto alle operazioni algebriche, e in particolare la classe è chiusa rispetto a vari tipi di limiti puntuali di successioni. I limiti superiore e inferiore:
{\displaystyle \liminf _{k\in \mathbb {N} }f_{k}\quad } e {\displaystyle \quad \limsup _{k\in \mathbb {N} }f_{k}}
sono inoltre misurabili se la successione {\displaystyle \{f_{k}\}} è costituita da funzioni misurabili.

### Funzioni semplici
Una funzione semplice {\displaystyle s} è una combinazione lineare finita di funzioni indicatrici di insiemi misurabili.
Siano i numeri reali o complessi {\displaystyle a_{1},\dots ,a_{n}} i valori assunti dalla funzione semplice {\displaystyle s} e sia:
{\displaystyle A_{i}=\{x:s(x)=a_{i}\}.}
Allora:
{\displaystyle s(x)=\sum _{i=1}^{n}a_{i}{\mathbf {1} }_{A_{i}}(x),}
dove {\displaystyle {\mathbf {1} }_{A_{i}}(x)} è la funzione indicatrice relativa all'insieme {\displaystyle A_{i}} per ogni {\displaystyle i}.

### Integrale di Lebesgue
L'integrale di Lebesgue di una funzione semplice è definito nel seguente modo:
{\displaystyle \int _{F}s\,d\mu =\sum _{i=1}^{n}a_{i}\mu (A_{i}\cap F),\quad F\in X.}
Sia {\displaystyle f} una funzione misurabile non negativa su {\displaystyle E} a valori sulla retta reale estesa. L'integrale di Lebesgue di {\displaystyle f} sull'insieme {\displaystyle F} rispetto alla misura {\displaystyle \mu } è definito nel seguente modo:
{\displaystyle \int _{F}f\,d\mu :=\sup \int _{F}s\,d\mu ,}
dove l'estremo superiore è valutato considerando tutte le funzioni semplici {\displaystyle s} tali che {\displaystyle 0\leq s\leq f}. Il valore dell'integrale è un numero nell'intervallo {\displaystyle [0,+\infty ]}.
L'insieme delle funzioni tali che:
{\displaystyle \int _{E}|f|d\mu <\infty }
è detto insieme delle funzioni integrabili su {\displaystyle E} secondo Lebesgue rispetto alla misura {\displaystyle \mu }, o anche insieme delle funzioni sommabili, ed è denotato con {\displaystyle L^{1}(\mu )}.
L'integrale di Lebesgue di una funzione può essere visto come l'applicazione di un operatore lineare, più precisamente di un funzionale lineare, alla funzione stessa. Data una funzione definita su un intervallo {\displaystyle I}, il teorema di Riesz permette di affermare che per ogni funzionale lineare {\displaystyle \lambda } su {\displaystyle \mathbb {C} } è associata una misura di Borel finita {\displaystyle \mu } su {\displaystyle I} tale che:
{\displaystyle \lambda f=\int _{I}f\,d\mu .}
In questo modo il valore del funzionale dipende con continuità dalla lunghezza dell'intervallo di integrazione.

### Integrazione di funzioni non semplici
L'integrale di Lebesgue può essere immediatamente esteso al caso di funzioni non semplici. Sia {\displaystyle f} una funzione dall'insieme misurabile {\displaystyle E} alla retta reale estesa. Allora è possibile scomporre {\displaystyle f} nella sua parte positiva e parte negativa:
{\displaystyle f=f^{+}-f^{-},}
dove:
{\displaystyle f^{+}(x)={\begin{cases}f(x),&{\text{se }}f(x)\geq 0,\\0,&{\text{altrimenti}},\end{cases}}}
{\displaystyle f^{-}(x)={\begin{cases}-f(x),&{\text{se }}f(x)<0,\\0,&{\text{altrimenti}}.\end{cases}}}
Sia ora:
{\displaystyle f=u+iv\in L^{1}(\mu ),}
dove {\displaystyle u} e {\displaystyle v} sono funzioni reali misurabili in {\displaystyle E}.
Si definisce integrale di Lebesgue di {\displaystyle f} la relazione:
{\displaystyle \int _{E}fd\mu =\int _{E}u^{+}d\mu -\int _{E}u^{-}d\mu +i\int _{E}v^{+}d\mu -i\int _{E}v^{-}d\mu ,}
per ogni insieme misurabile {\displaystyle E}.
La definizione è motivata dal fatto che se {\displaystyle f=u+iv} con {\displaystyle u} e {\displaystyle v} sono funzioni reali misurabili su {\displaystyle E}, allora {\displaystyle f} è una funzione complessa e misurabile su {\displaystyle E}. Inoltre, se {\displaystyle f} è una funzione complessa e misurabile su {\displaystyle E}, allora {\displaystyle u}, {\displaystyle v} e {\displaystyle |f|} sono funzioni reali misurabili su {\displaystyle E}. Questo discende dal fatto che una funzione continua definita dalla composizione di funzioni misurabili è misurabile.

## Proprietà
Sia {\displaystyle \mu } una misura non negativa su una sigma-algebra {\displaystyle X} di sottoinsiemi di un insieme {\displaystyle E}, e sia l'insieme {\displaystyle F} appartenente a {\displaystyle X}. Dalla definizione di integrale di Lebesgue segue che esso gode delle seguenti proprietà:
- Se {\displaystyle 0\leq f\leq g}, allora {\displaystyle \int _{F}f\,d\mu \leq \int _{F}g\,d\mu }.
- Se {\displaystyle A\subset B} e {\displaystyle 0\leq f}, allora {\displaystyle \int _{A}f\,d\mu \leq \int _{B}f\,d\mu }.
- Se {\displaystyle 0\leq c<\infty } e {\displaystyle 0\leq f}, allora {\displaystyle c\int _{F}f\,d\mu =\int _{F}cf\,d\mu }.
- Se {\displaystyle f(x)=0} per ogni {\displaystyle x\in F}, allora {\displaystyle \int _{F}f\,d\mu =0}.
- Se {\displaystyle \mu (F)=0}, allora {\displaystyle \int _{F}f\,d\mu =0}.
- Se {\displaystyle 0\leq f}, allora {\displaystyle \int _{F}f\,d\mu =\int _{F}{\mathbf {1} }_{F}f\,d\mu }.

Sia {\displaystyle s} una funzione semplice sull'insieme {\displaystyle E}. Si definisce:
{\displaystyle \phi (F)=\int _{F}fd\mu .}
Si dimostra che {\displaystyle \phi } è una misura su {\displaystyle X} e:
{\displaystyle \int _{F}g\,d\phi =\int _{F}gf\,d\mu ,}
per ogni funzione misurabile {\displaystyle g} a valori sulla retta reale estesa.
La precedente affermazione è equivalente al dire che:
{\displaystyle d\phi =fd\mu .}
L'integrale di Lebesgue è inoltre lineare. Se {\displaystyle f} e {\displaystyle g} sono funzioni integrabili e {\displaystyle a} e {\displaystyle b} sono numeri reali, allora {\displaystyle af+bg} è integrabile e:
{\displaystyle \int (af+bg)\,d\mu =a\!\int f\,d\mu +b\!\int g\,d\mu .}

### Teoremi di passaggio al limite sotto il segno di integrale
- Il teorema della convergenza monotona o di Beppo Levi afferma che se {\displaystyle \{f_{n}\}} una successione di funzioni misurabili non negative tali che:

{\displaystyle 0\leq f_{1}(x)\leq f_{2}(x)\leq \dots \leq \infty ,\quad \forall x\in E}
{\displaystyle \lim _{n\to \infty }f_{n}(x)\to f(x),\quad \forall x\in E,}
allora {\displaystyle f} è misurabile e:
{\displaystyle \lim _{n\to +\infty }\int _{E}f_{n}\,d\mu =\int _{E}f\,d\mu .}
Si nota che il valore di ogni integrale può essere infinito.
- Il lemma di Fatou afferma che se  {\displaystyle \{f_{n}\}} è una successione di funzioni misurabili non negative tali che:

{\displaystyle \liminf _{n\to \infty }f_{n}\to f,\quad \forall x\in E,}
allora {\displaystyle f} è misurabile e:
{\displaystyle \int _{E}f\,d\mu \leq \liminf _{n\to \infty }\int _{E}f_{n}\,d\mu .}
Anche in questo caso il valore di ogni integrale può essere infinito.
- Il lemma di Fatou permette di dimostrare il teorema della convergenza dominata, il quale afferma che se una successione di funzioni misurabili {\displaystyle \{f_{n}\}} converge quasi ovunque ed è dominata da una funzione non negativa {\displaystyle g\in L^{1}}, allora:

{\displaystyle \int _{E}\lim _{n\rightarrow +\infty }f_{n}\,d\mu =\lim _{n\rightarrow +\infty }\int _{E}f_{n}\,d\mu ,}
dove una sequenza si dice dominata da {\displaystyle g} se:
{\displaystyle |f_{n}(x)|\leq g(x),}
per ogni {\displaystyle {\displaystyle n}} e quasi per tutti gli {\displaystyle x}.

### Funzioni uguali quasi ovunque
L'integrale di Lebesgue non discrimina fra funzioni che differiscono solo per un insieme di {\displaystyle {\displaystyle \mu }}-misura zero. In termini più precisi, le funzioni {\displaystyle f} e {\displaystyle g} sono dette uguali quasi ovunque (o uguali q.o.) se:
{\displaystyle \mu (\{x\in E:f(x)\neq g(x)\})=0.}
Se {\displaystyle f} e {\displaystyle g} sono funzioni non negative tali che {\displaystyle f=g} quasi ovunque, allora:
{\displaystyle \int f\,d\mu =\int g\,d\mu .}
Se {\displaystyle f} e {\displaystyle g} sono funzioni tali che {\displaystyle f=g} quasi ovunque, allora {\displaystyle f} è integrabile se e solo se {\displaystyle g} è integrabile e gli integrali di {\displaystyle f} e {\displaystyle g} sono uguali.

## Integrazione rispetto ad una misura prodotto
Siano {\displaystyle (X,{\mathfrak {F}},\mu )} e {\displaystyle (Y,{\mathfrak {G}},\lambda )} due spazi di misura. A ogni funzione {\displaystyle f(x,y)} che sia {\displaystyle {\mathfrak {G}}\times {\mathfrak {F}}}-misurabile su {\displaystyle X\times Y} e a ogni {\displaystyle x\in X} si può associare la funzione {\displaystyle f_{x}(y)=f(x,y)} definita in {\displaystyle Y}, e per ogni {\displaystyle y\in Y} si può associare la funzione {\displaystyle f_{y}(x)=f(x,y)}. Per ogni insieme aperto {\displaystyle V\in {\mathfrak {G}}\times {\mathfrak {F}}} si definisce inoltre:
{\displaystyle Q=\{(x,y):f(x,y)\in V\},\qquad Q_{x}=\{y:f_{x}(y)\in V\}.}
Si definisce la misura prodotto {\displaystyle \mu \times \lambda } il prodotto delle due misure {\displaystyle \mu } e {\displaystyle \lambda }:
{\displaystyle (\mu \times \lambda )(Q)=\int _{X}\lambda (Q_{x})d\mu (x)=\int _{Y}\mu (Q_{y})d\lambda (y).}
Il teorema di Fubini stabilisce inoltre quali siano le condizioni tali per cui è possibile scambiare l'ordine di integrazione. Se la funzione {\displaystyle f} è positiva e se:
{\displaystyle \phi (x)=\int _{Y}f_{x}d\lambda ,\qquad \psi (y)=\int _{X}f_{y}d\mu ,}
allora {\displaystyle \phi } è {\displaystyle {\mathfrak {F}}}-misurabile e {\displaystyle \psi } è {\displaystyle {\mathfrak {G}}}-misurabile, inoltre:
{\displaystyle \int _{X}\phi d\mu =\int _{X\times Y}fd(\mu \times \lambda )=\int _{Y}\psi d\lambda .}
In modo equivalente si può scrivere:
{\displaystyle \int _{X}d\mu (x)\int _{Y}f(x,y)d\lambda (y)=\int _{Y}d\lambda (y)\int _{X}f(x,y)d\mu (x).}

## Integrale di Lebesgue e integrale di Riemann
L'integrale di Lebesgue è una generalizzazione dell'integrale di Riemann, che storicamente è la prima definizione rigorosa a essere stata formulata di integrale su un intervallo, e per mostrarne la relazione è necessario utilizzare la classe delle funzioni continue a supporto compatto, per le quali l'integrale di Riemann esiste sempre. Siano {\displaystyle f} e {\displaystyle g} due funzioni continue a supporto compatto su {\displaystyle \mathbb {R} ^{1}}. Si può definire la loro distanza nel seguente modo:
{\displaystyle d(f,g)=\int _{-\infty }^{+\infty }|f(t)-g(t)|dt.}
Munito della funzione distanza, lo spazio delle funzioni continue a supporto compatto è uno spazio metrico. Il completamento di tale spazio metrico è l'insieme delle funzioni integrabili secondo Lebesgue. In letteratura esistono diversi altri operatori di integrazione, tuttavia essi godono di minore diffusione rispetto a quelli di Riemann e Lebesgue.

### Interpretazione intuitiva

Integrale di Riemann (blu) e integrale di Lebesgue (rosso)

Per mostrare intuitivamente la differenza tra l'approccio di Riemann-Darboux e quello di Lebesgue è possibile visualizzare il calcolo dell'integrale come la somma delle aree di insiemi elementari. L'approccio di Riemann-Darboux suddivide in sezioni verticali il grafico di una funzione e calcola l'area di ogni sezione moltiplicando il valore della funzione per la larghezza {\displaystyle dx} della sezione stessa. Il valore dell'integrale è quindi dato dalla somma di tutte le aree delle sezioni verticali nel limite in cui il loro numero è infinito.
L'approccio di Lebesgue prevede, invece, la suddivisione del grafico in sezioni orizzontali, dette anche curve di livello, e ad ognuna di esse è associata una funzione indicatrice. La somma di tutte le aree può essere migliorata aggiungendo curve di livello intermedio, dimezzando la differenza fra altezze di sezioni successive e poi ricalcolando la somma. L'integrale di Lebesgue è il limite di questo processo.
Un modo equivalente a quello sopra per esprimere l'integrale di Lebesgue si ottiene definendo:
{\displaystyle \int f\ d\mu :=\int _{0}^{+\infty }\mu \left(f^{-1}{\big (}[t,+\infty ){\big )}\right)\ dt,}
dove {\displaystyle f} è positiva e l'integrale a destra è l'integrale di Riemann.

### Limitazioni dell'integrale di Riemann
Con l'avvento delle serie di Fourier si incontrarono storicamente molti problemi analitici coinvolgenti integrali, la cui soluzione soddisfacente richiedeva di scambiare somme infinite di funzioni e segni di integrale. Tuttavia, le condizioni per le quali gli integrali:
{\displaystyle \sum _{k}\int f_{k}(x)dx\quad } e {\displaystyle \quad \int {\bigg [}\sum _{k}f_{k}(x){\bigg ]}dx}
sono uguali si sono dimostrate abbastanza elusive nella struttura di Riemann, essendoci difficoltà collegate con il passaggio al limite sotto il segno di integrale.

#### Convergenza monotona
Dal momento che la funzione indicatrice {\displaystyle 1_{\mathbb {Q} }} sui razionali non è Riemann-integrabile, il teorema della convergenza monotona non vale. Infatti, sia {\displaystyle \{a_{k}\}} un'enumerazione di tutti i numeri razionali in {\displaystyle [0,1]} e sia:
{\displaystyle g_{k}(x)={\begin{cases}1,&{\text{se }}x=a_{k},\\0,&{\text{altrimenti}}.\end{cases}}}
Sia inoltre:
{\displaystyle f_{k}=g_{1}+g_{2}+\ldots +g_{k}.}
La funzione {\displaystyle f_{k}} è zero ovunque eccetto un numero finito di punti, e quindi il suo integrale di Riemann è zero. La successione {\displaystyle f_{k}} è inoltre chiaramente non negativa e monotona crescente verso {\displaystyle 1_{\mathbb {Q} }}, che è non integrabile secondo Riemann.
La funzione {\displaystyle 1_{\mathbb {Q} }} è invece Lebesgue-integrabile su {\displaystyle [0,1]}, essendo la funzione indicatrice dei razionali. Quindi, per definizione:
{\displaystyle \int _{[0,1]}1_{\mathbb {Q} }\,d\mu =\mu {\big (}\mathbb {Q} \cap [0,1]{\big )}=0,}
poiché {\displaystyle \mathbb {Q} } è numerabile.

#### Intervalli non limitati
L'integrale di Riemann può essere applicato solo su funzioni definite su un intervallo limitato. L'estensione più semplice è definire:
{\displaystyle CPV\int _{-\infty }^{+\infty }f(x)dx=\lim _{a\rightarrow \infty }\int _{-a}^{+a}f(x)dx}
ogni volta che il limite esiste. Tuttavia questo viola la proprietà di invarianza per traslazioni: se {\displaystyle f} e {\displaystyle g} sono zero al di fuori di un certo intervallo {\displaystyle [a,b]} e sono Riemann-integrabili, e se {\displaystyle f(x)=g(x+y)} per qualche {\displaystyle y}, allora l'integrale di {\displaystyle f} è uguale all'integrale di {\displaystyle g}. Con tale definizione di integrale improprio, spesso detta valore principale di Cauchy improprio sullo zero, le funzioni {\displaystyle f(x)=(1\ {\mbox{se}}\ x>0,\ -1\ {\mbox{altrimenti}})} e {\displaystyle g(x)=(1\ {\mbox{se}}\ x>1,\ -1\ {\mbox{altrimenti}})} sono traslazioni l'una dell'altra, ma i loro integrali impropri sono differenti:
{\displaystyle \int f(x)dx=0,\qquad \int g(x)dx=-2.}
Un'estensione che non viola le proprietà algebriche e geometriche è
{\displaystyle \int _{-\infty }^{+\infty }f(x)dx=\lim _{a\rightarrow +\infty }\int _{x_{0}}^{a}f(x)dx+\lim _{b\rightarrow -\infty }\int _{b}^{x_{0}}f(x)dx}
purché entrambi gli integrali nel membro destro esistano e siano finiti.

#### Definizione assiomatica di probabilità
Un assioma di notevole importanza nella teoria della probabilità afferma che un'unione numerabile di eventi deve essere un evento. Se si prova a definire la probabilità di un sottoinsieme {\displaystyle \ E} dell'intervallo {\displaystyle [0,1]} come l'integrale di Riemann della funzione caratteristica dell'insieme {\displaystyle E}:
{\displaystyle f(x)={\begin{cases}1,&{\text{se }}x\in E,\\0,&{\text{se }}x\notin E,\end{cases}}}
si ha che ogni numero razionale compreso tra 0 e 1 ha probabilità nulla, ma la loro unione non è un evento in quanto non è un insieme integrabile secondo Riemann e quindi non è possibile assegnargli una probabilità. Con l'integrale di Lebesgue questo problema non si presenta ed è possibile dare una nozione assiomatica di probabilità perfettamente coerente.